# ビエドマ湖
ビエドマ湖（Lago Viedma）はチリとアルゼンチンの国境付近のパタゴニア南部にある、長さ約80kmの湖。氷河の溶けた水で出来た、谷間の長く延びた湖である。
ビエドマ湖には主に、湖西端にあるビエドマ氷河からの水が注ぐ。ビエドマ氷河はビエドマ湖の終端部では幅は5kmある。
ビエドマ湖からはアルヘンティーノ湖へ注ぐラ・レオナ川が流出し、最終的にはサンタ・クルス川を通って大西洋へ注ぐ。
湖の大部分はアルゼンチン領であるが、湖の西岸は国境が未確定な南パタゴニア氷原に達している。
座標: 南緯49度35分 西経72度30分 / 南緯49.583度 西経72.500度